# Centrumeiland
Het Centrumeiland is een woonwijk en kunstmatig eiland in het IJmeer, dat deel uitmaakt van IJburg in Amsterdam-Oost.

## Ligging en geschiedenis
Centrumeiland is gelegen tussen het Haveneiland en het Strandeiland, aan de IJburgbaai, en is via de Oostelijke Ontsluiting van IJburg te bereiken vanaf het vasteland. De naam van het eiland is ontleend aan de centrumfunctie die dit eiland volgens de oorspronkelijke plannen is toegedacht.
Eind 2013 startte de gemeente Amsterdam met de aanleg van Centrumeiland in het IJmeer. Het eiland is opgespoten met zand uit het Markermeer. Het land was in 2015 gereed en werd daarna bebouwd met onder meer zelfbouwkavels.
Het eiland wordt sinds september 2015 gemarkeerd door een 'landmark' in de vorm van 'Het Baken van IJburg', in de vorm van een stompe toren.
Het eiland is met het openbaar vervoer te bereiken met bus 360 terwijl bus 66 een halte heeft aan de westkant van het eiland. tram 26 heeft zijn eindpunt op ca. 500 meter afstand maar in 2026 wordt deze doorgetrokken naar het Centrumeiland en Strandeiland. 
Het eiland is via Brug 2030 en de Pampuslaan verbonden met het Haveneiland en via de Benno Premselabrug met de Diemer Vijfhoek bij Fort Diemerdam, en vervolgens via de Uyllanderbrug verbonden met snelwegen A1 en A9 - de zogenaamde Oostelijke Ontsluiting. Ook is er in 2020 ter hoogte van de Diemer Vijfhoek een nieuwe verbinding gemaakt richting Muiden en Maxis Muiden.
In de toekomst zal het eiland via een tweetal bruggen worden verbonden met het Strandeiland en zal de Pampuslaan naar het Haveneiland over de nog te bouwen Annemie Wolffbrug gelegd worden.

### Straatnamen
De wijk kreeg te maken met een straatnamenprobleem. De commissie die hierover gaat wilde in eerste instantie vernoemingen naar strijders uit de Slag op de Zuiderzee in 1573, zoals Taems Frederickszn. Stadsdeel Oost, waar het Centrumeiland onder valt, bleek daar niet veel voor te voelen, omdat onder de voorgestelde namen zich geen enkele vrouw bevond. De gemeenteraad van Amsterdam onder aanvoering van burgemeester Femke Halsema zorgde er in juli 2019 voor dat de 26 straten en één gracht vernoemd werden naar mensen en begrippen die op een of andere manier te maken hadden met verzet tegen het Nederlands kolonialisme in Nederlands-Indië, Suriname en de Nederlandse Antillen. De namen werden gekozen in overleg met de Amsterdamse straatnamencommissie, Koninklijk Instituut voor Taal-, Land- en Volkenkunde, Stadsdeel Oost en Ninsee. 

#### Vernoemingen
De volgende vernoemingen vonden plaats: Janey Tetary (Janey Tetarystraat), Louis Doedel (Louis Doedelstraat), Paul Christiaan Flu (Paul Christiaan Flustraat en Paul Christiaan Fluhof), Srefidensi (Srefendensiplein), Papa Koenders (Papa Koendersstraat), Trimurti (Trimurtistraat), Cola Debrot (Cola Debrotstraat), Max Woiski sr. en Max Woiski jr. (Woiskistraat), Otto Huiswoud (Huiswoudstraat en Huiswoudhof), Frank Martinus Arion (Frank Martinus Arionstraat), Virginie van Gameren (Van Gamerenstraat), Camille Baly (Camille Balystraat), Tip Marugg (Tip Maruggstraat), Quashiba (Quashibastraat), Virginia Dementricia, (Virginiastraat en Virginiahof), Nydia Ecury (Nydia Ecurystraat en Nydia Ecuryhof), Pattimura (Pattimurasraat), Diponegoro (Dipenegorostraat en Dipenegorohof), Maria Ullfah Santoso (Maria Ulfahstraat), Soekaesih (Soekaesihstraat), Roestam Effendi (Roestam Effendistraat), Tan Malaka (Tan Malakastraat), Nico Palar (Palarstraat), Soewardi Soerjaningrat (Soewardistraat), Pierre Lauffer (Pierre Laufferstraat), Boeli van Leeuwen (Boeli van Leeuwenstraat) en Merdeka (betekent vrij of onafhankelijkheid) (Merdekagracht).

## Afbeeldingen

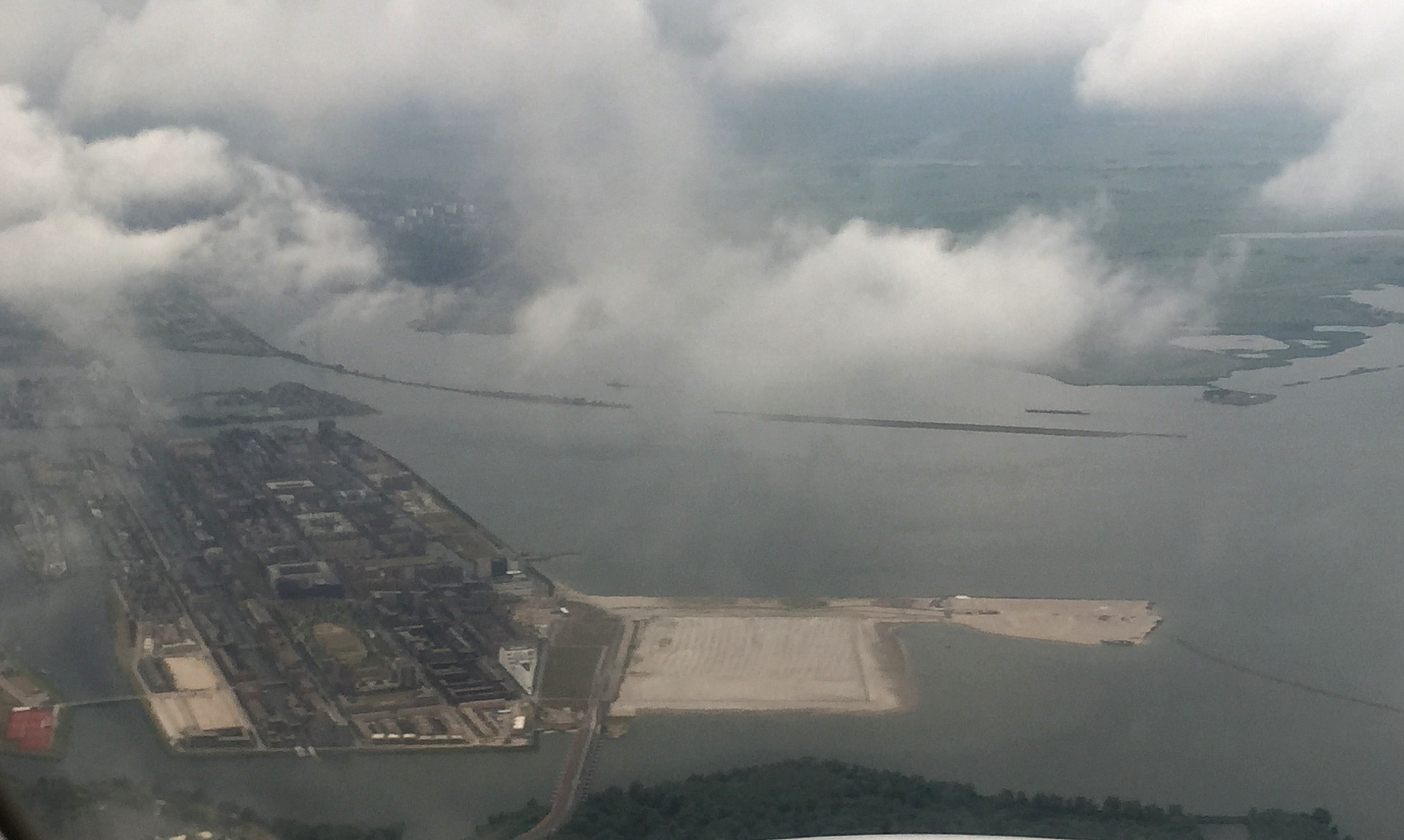
Het nog onbebouwde Centrumeiland, grenzend aan het Haveneiland aan de linkerzijde en verbonden met het vasteland via de Benno Premselabrug op de voorgrond (juli 2015)
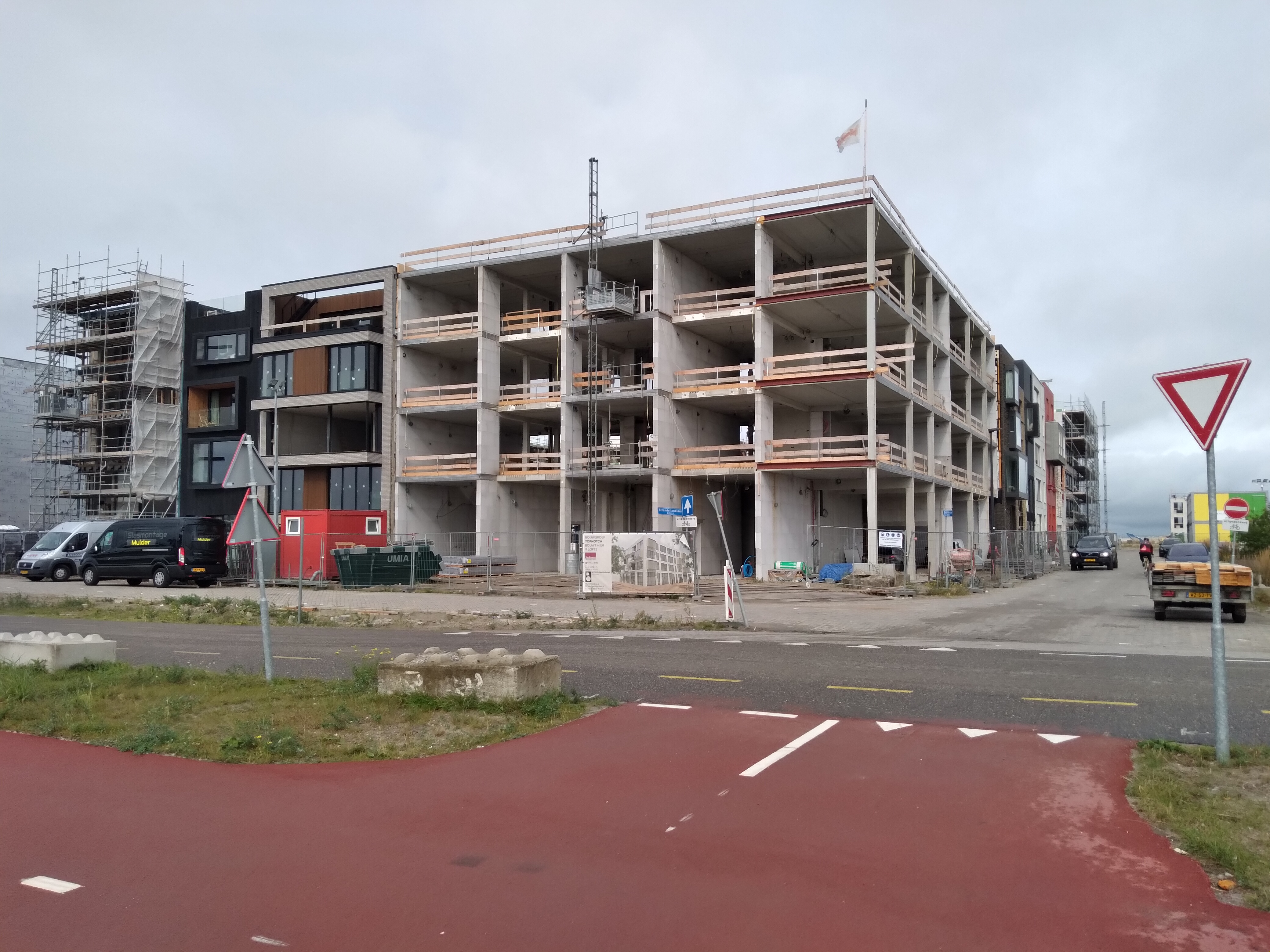
Bouwwerkzaamheden op hoek Strandeilandlaan en Van Gamerenstraat (september 2021)
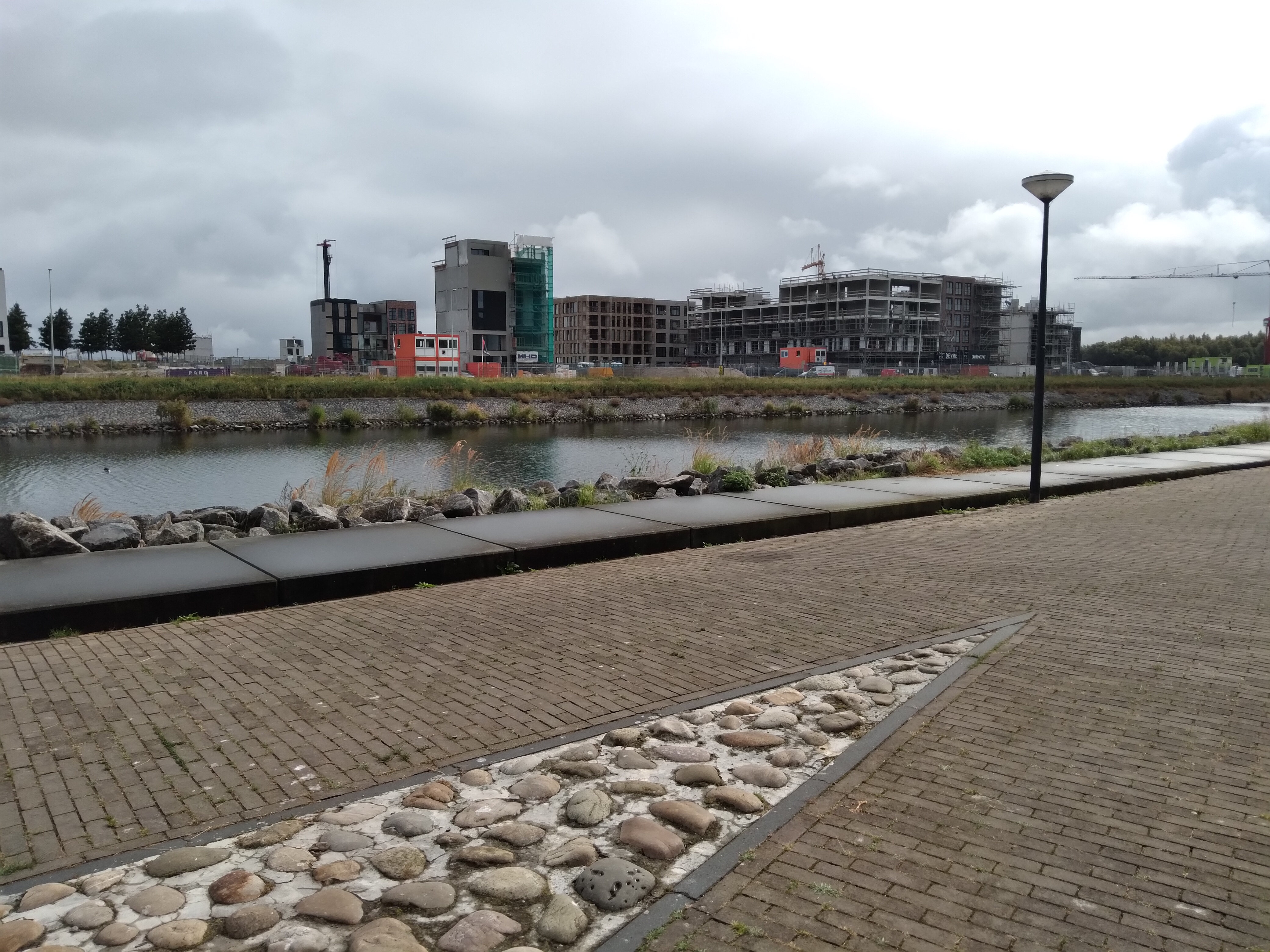
Bouwwerkzaamheden gezien vanaf Willem Noordhoekkade (september 2021)
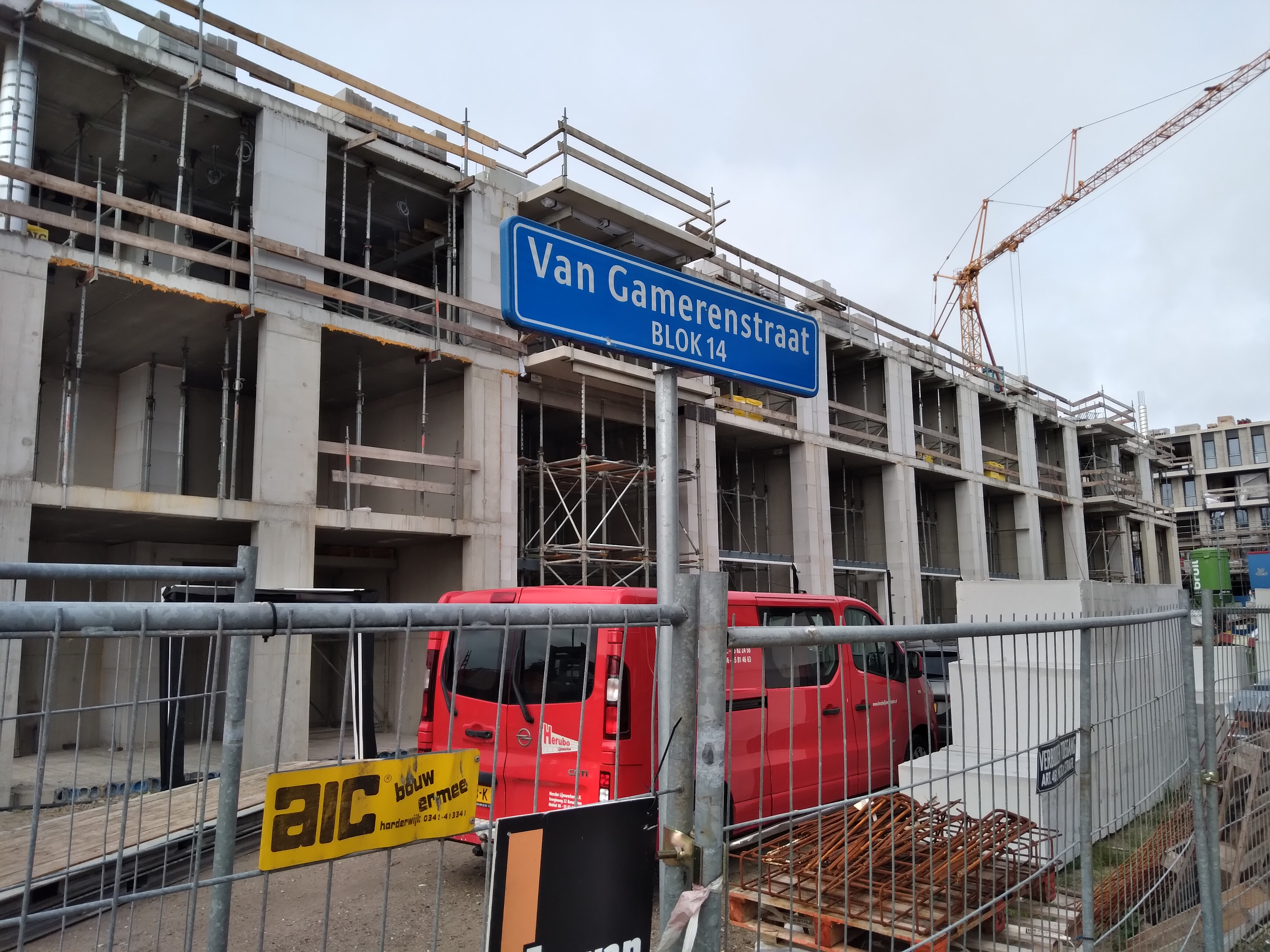
Straatnaambord Van Gamerenstraat (september 2021)

 Abberdaan · Admiralenbuurt · Amstel III · Amsteldorp · Amstelkwartier · Andreas Ensemble · Apollobuurt · ArenAPoort · Bajeskwartier · Banne Buiksloot · Bedrijventerrein Sloterdijk · Bellamybuurt · Betondorp · Bijlmer · Binnenstad · Bloemenbuurt · Borgerbuurt · Borneo · Bos en Lommer · Buiksloot · Buiksloterham · Buikslotermeer · Buiteneiland · Buitenveldert · Bullewijk · Burgwallen Oude Zijde · Burgwallen Nieuwe Zijde · Centrum Amsterdam Noord · Centrumeiland · Chassébuurt · Chinatown · Cremerbuurt (Amsterdam) · Cruquius · Czaar Peterbuurt · Da Costabuurt · Dapperbuurt · De Aker · De Baarsjes · De Bongerd · De Eendracht · De Heining · De Krommert · De 9 Straatjes · De Omval · De Pijp · Diamantbuurt · Driemond · Disteldorp · Dubbele Buurt · Duivelseiland · Duvelshoek · Elzenhagen · Erasmusparkbuurt · Floradorp · Frederik Hendrikbuurt · Funenpark · Gaasperdam · Gein · Geuzenveld · Gibraltarbuurt · Gouden Reael · Gulden Winckelbuurt · Grachtengordel · Haarlemmerbuurt · Hallenkwartier · Haven-Stad · Haveneiland · Havenstraatterrein · Helmersbuurt · Het Funen · Holendrecht · Hoofddorppleinbuurt · Houthaven · IJ-oevers · IJburg · IJdock · IJplein · Indische Buurt · Jan Maijenbuurt · Java-eiland · Jeruzalem · Jeugdland ·Jodenbuurt · Jordaan · Julianapark · Kadijken · Kadoelen · Kattenburg · Kinkerbuurt · KNSM-eiland · Kolenkitbuurt · Kop van Jut · Van der Kunbuurt · Laan van Spartaan · Landlust · Landstrekenbuurt · Lastage · Leidsebuurt · Lutkemeer · Marathonbuurt · Marineterrein · Marken · Marktkwartier · Medisch Centrum Slotervaart · Mercatorbuurt · Middelveldsche Akerpolder · Molenwijk · Museumkwartier · Nellestein · Nieuw Sloten · Amsterdam Nieuw-West · Nieuwe Pijp · Nieuwendam · Nieuwendammerdijk en Buiksloterdijk · Nieuwendammerham · Nieuwezijde · Nieuwmarkt · Noorderhof · Noordoever Sloterplas · Noordse Bos · Olympisch Kwartier · Omval · Ookmeer · Oostelijk Havengebied · Oostelijke Eilanden · Oostelijke Handelskade · Oostenburg · Oosterdokseiland · Oosterparkbuurt · Oostoever Sloterplas · Oostpoort · Oostzanerwerf · Osdorp · Oud Osdorp · Oud-Oost · Oud-West · Oud-Zuid · Oude Pijp · Oudezijde · Overamstel · Overhoeks · Overtoombuurt · Overtoomse Buurt · Overtoomse Veld · Park Haagseweg · Park de Meer · Plan van Gool · Plan West · Plan Zuid · Planciusbuurt · Plantagebuurt · Postjesbuurt · Prinses Irenebuurt · Rapenburg · Reigersbos · Riekerpolder · Rieteilanden · Rietlanden · Rivierenbuurt · Robert Scottbuurt · Roeterseiland · Ruigoord · Schinkel (bedrijventerrein) · Schinkelbuurt · Science Park · Sloten · Sloterdijk · Sloterdijk-Centrum · Slotermeer · Slotervaart · Sluisbuurt · Spaarndammerbuurt · Spieringhorn · Sporenburg · Sportheldenbuurt · Staatsliedenbuurt · Stadionbuurt · Steigereiland · Strandeiland · Teleport · Transvaalbuurt · Trompbuurt · Tuindorp Buiksloot · Tuindorp Buiksloterham · Tuindorp Nieuwendam · Tuindorp Oostzaan · Tuttifruttidorp · Van Tijenbuurt · Uilenburg · Universiteitskwartier · Valkenburg · Van der Kunbuurt · Van der Pekbuurt · Van Lennepbuurt · Venserpolder · Vlooienburg · Vogelbuurt · Vogeldorp · Vogeltjeswei · Volewijck · Vondelparkbuurt · Vrije Geer · Waalseiland · Watergraafsmeer · Waterlandpleinbuurt · Waterwijk · Weesp · Weesperbuurt · Weespertrekvaartbuurt · Weesperzijde · Westelijke Eilanden · Westelijke Tuinsteden · Westerdokseiland · Westerpark · Westpoort · Willemspark · Wittenburg · Zeeburg · Zeeburgereiland · Zeeheldenbuurt · Zuidas · Zuideramstel